# Beurey-sur-Saulx
Beurey-sur-Saulx é uma comuna francesa na região administrativa de Grande Leste, no departamento de Meuse. Estende-se por uma área de 11,62 km². Em 2010 a comuna tinha 421 habitantes (densidade: 36,2 hab./km²).